# Tenuipalpus acuminatae
Tenuipalpus acuminatae är en spindeldjursart som beskrevs av Mohanasundaram 1983. Tenuipalpus acuminatae ingår i släktet Tenuipalpus och familjen Tenuipalpidae. Inga underarter finns listade i Catalogue of Life.